# La fi d'un assassí
La fi d'un assassí (francès: Crépuscule pour un tueur) és una pel·lícula quebequesa de drama criminal de 2023, dirigida per Raymond St-Jean. La pel·lícula és protagonitzada per Éric Bruneau com a Donald Lavoie, un sicari de la banda criminal dels germans Dubois, quan comença a ser pressionat per l'inspector Patrick Burns (Sylvain Marcel) per declarar contra els seus caps en una investigació policial, alhora que se li demana que demostri la seva lleialtat al seu cap Claude Dubois (Benoît Gouin) després d'un doble assassinat. S'ha doblat al català.
El repartiment també inclou Rose-Marie Perreault com a Francine Lavoie, així com Alexandra Petrachuk, Paul Zinno, Judith Baribeau, Gabrielle Anne Desy, Charles-Aubey Houde, Joakim Robillard, Benoît Brière, Charlotte Poitras, Alexandre Castonguay, Sylvain Massé, Jean Petitclerc i Melissa Plante en papers secundaris.
La pel·lícula es va estrenar el 28 de febrer de 2023 al festival Rendez-vous Québec Cinéma, abans de la seva estrena comercial el 10 de març.